# 2023年奈良県知事選挙
2023年奈良県知事選挙（2023ねんならけんちじせんきょ）は、2023年（令和5年）4月9日に執行された奈良県知事を選出するための選挙。第20回統一地方選挙の日程で実施された。

## 概要
現職の荒井正吾の任期満了（期日：2023年5月2日）に伴う知事選挙。
高市早苗は2022年9月25日に自民党奈良県連会長に選出されると、自身が総務大臣だったときに秘書官を務めていた平木省の擁立を主導した。2023年1月4日、荒井は5選出馬を表明し、党県連に推薦を申請。そのため県連の内部で議論が紛糾。会長の高市に一任され、県連は平木の推薦を決めた。自民党県議や市町村長の一部が支援する荒井との間で保守分裂の構図となった。
日本維新の会は元生駒市長であり、2015年奈良県知事選挙で荒井に惜敗した山下真を公認候補として擁立した。共産党は尾口五三を擁立し推薦した。
2023年3月3日の衆議院予算委員会で、高市は、小西洋之が公表した総務省の内部文書を「捏造だ」と指摘し、「捏造でなければ議員辞職する」と発言。以後、連日にわたり立憲民主党の議員との攻防が繰り広げられた。立憲民主党の奈良県連はそのさなかにあって、知事選で平木を支持した。国民民主党奈良県連は荒井を推薦した。公明党は自主投票を決めた。さらに無所属で他2名が立候補するなど、各党の思惑が入り乱れる複雑な構図の選挙となった。
同年4月9日、知事選挙執行。投票締め切りの20時直後に山下の当選確実が報じられた。山下の得票率は44.41％、平木と荒井を合わせた得票率は48.98％であった。各メディアは一様に「自民分裂で維新が漁夫の利を得た」と報じた。
これに伴い、日本の都道府県知事は全て戦後生まれとなった。

## 日程
- 告示日：2023年3月23日
- 執行日：2023年4月9日

### 同日選挙
- 奈良県議会議員選挙

## 立候補者
（立候補届け出順）
| 氏名                         | 年齢 | 党派         | 現元新 | 職業・肩書                       |
| ---------------------------- | ---- | ------------ | ------ | -------------------------------- |
| 山下真 （やました まこと）   | 54   | 日本維新の会 | 新     | 前生駒市長 弁護士                |
| 平木省 （ひらき しょう）     | 48   | 無所属       | 新     | 元総務省官僚 元岐阜県副知事      |
| 尾口五三 （おぐち いつぞう） | 72   | 無所属       | 新     | 元大和郡山市議会議員             |
| 荒井正吾 （あらい しょうご） | 78   | 無所属       | 現     | 奈良県知事（現職） 元参議院議員  |
| 西口伸子 （にしぐち のぶこ） | 68   | 無所属       | 新     | 公立中学校講師                   |
| 羽多野貴至 （はたの たかし） | 43   | 無所属       | 新     | 産業機械エンジニア（製造会社員） |

### 立候補が取り沙汰された人物
- 森章浩 - 田原本町長
  - 2022年11月28日、定例会見で、現職の荒井知事が不出馬の場合、出馬に向け検討する意向を示した[16]。その約1ヶ月後、荒井が立候補を表明した[17]。
- 前川清成 - 日本維新の会衆議院議員、元参議院議員
  - 立候補に意欲を示していたが、2023年1月18日に奈良地裁が前回衆院選での公職選挙法違反を巡る裁判で前川に有罪判決（控訴中）を言い渡したため、維新は候補者を山下に切り替えた[18]。

## タイムライン
2022年
- 9月25日 - 自民党奈良県連は総務会を開催。高市早苗が無投票で会長に選出された[1]。高市就任以前の党の方針については、メディアによって異なる内容の報道がなされている。ひとつは「荒井正吾知事の推薦は規定路線」であったというもの[19]。もうひとつは、4期目に入っていた荒井について党本部は県連に対し「多選は不可」と通知していたというものである[2][4]。いずれにせよ、県連会長の高市の主導で、高市が総務大臣当時に秘書官を務めていた平木省の擁立が進められた[2][3][4]。
- 10月22日～23日 - 自民党本部は知事選に関する世論調査を実施。「荒井知事・維新候補・共産党候補」から選ぶ3択の調査で、日本維新の会は候補者未定でも荒井に2桁台のリードという結果が出た[20][21]。
- 11月17日 - 平木が次期知事選への出馬を検討していることが報じられた[22]。
- 12月4日 - 平木は総務省を退職[23]。
- 12月5日 - 平木は奈良県庁で会見し、正式に立候補を表明[23]。同日付で党県連に推薦を申請した[23]。
- 12月末 - 荒井は党本部選対委員長の森山裕と面会し、進退を相談。出馬への一定の理解を得られたと判断[24]。

2023年
- 1月4日 - 現職の荒井正吾が年頭記者会見で、5選出馬を表明[17]。同日付で党県連に推薦を申請した[5]。
- 1月15日 - 自民党県連は選挙対策委員会を開催。代理を含めて委員の国会議員や県議ら計24人が出席し、推薦者について討議した。会議では、県議などから自主投票を検討すべきだとする声や、結論の延期を求める意見などが出た。最終的に会長の高市に判断が一任され、平木への推薦が決まった[25][2][26]。県連は独自に世論調査を行っており、その結果が平木支援を後押しした[19]。県連は平木の推薦を党本部に上申した。なお、開催数日前、一部の出席者に「県連選対委員会の進め方」と題した数枚の紙が示されていた。文書には、荒井を推す意見にどう反論するかや、平木推薦に反対する意見への対処法が記されていた。採決をとらないようにするとの注意書きもあった。この文書の存在が荒井の不興を買う[24]。
- 同日 - 推薦候補について、県連として結論は出さずに党本部に相談するべきだと主張した選挙対策委員長の中野雅史県議は、辞任届を提出した。県連はこの扱いについて態度を保留している[26]。
- 1月17日 - 荒井は上京して党幹部らに異議を唱えた。党幹部は選対委員会の文書の内容をすでに把握していた[24]。
- 1月18日 - 日本維新の会奈良県総支部代表の前川清成が第49回衆議院議員総選挙を巡る公職選挙法違反（事前運動の疑い）で奈良地裁から罰金30万円の有罪判決を受け、支部代表を辞任[27]。
- 1月21日 - 日本維新の会奈良県総支部は代表が不在であったが、大和高田市議会議員の森本尚順幹事長を中心に役員会を開き、元生駒市長の山下真の擁立を決定した。山下も役員会に同席した[6]。
- 1月27日 - 荒井は奈良市のホテル日航奈良で政治資金パーティー「あらい正吾君を励ます会」を開催[28]。県連選対委員長の辞任届を提出した中野も出席し、荒井と固い握手を交わした[24]。
- 2月2日 - 荒井は党選挙対策委員長の森山裕に対し、出馬の理解を求めた[3]。
- 2月5日 - ホテル日航奈良で「平木省と語る会」が開催された。奈良県県医師連盟委員長の安東範明、自民党県連の井岡正徳幹事長、天川村長の車谷重高、天理市長の並河健の4人が呼びかけ人となり開催された。出席者は県議や市町村長ら約400人。平木の後援会「奈良未来政策研究会」の発足が決まり、会長には安東が就任した[29]。
- 2月上旬 - 自民党本部は世論調査を実施。「山下優勢」との結果が出た[19]。内訳は山下33％、平木27％、荒井18％[8]。
- 2月18日 - 自民党橿原市支部（支部長：亀田忠彦市長）は幹事会を開き、同支部の役員約15人が出席。知事選で党本部が推薦候補を決めていないことから、支部として現職を応援するとの意思を固め、荒井をゲストに招いた[30]。
- 同日 - 荒井の後援会の会合が橿原市久米町のホテルで開催される。荒井は会合前、報道陣の取材に応じ、「（党本部は）向こう（平木）にも推薦を出す動きがないように感じている」との見方を示した[30]。
- 同日 - 平木は後援会発足総会を天理市民会館で開催。後援会には県内の自民党国会議員全員が顧問として名を連ねた。小林茂樹は「このままでは維新に負ける。そう派閥（二階派）に報告している」と結束の必要性を強調した。壇上には県内39市町村長のうち、23人（代理者含む）が並んだ。高市は900人を超す党員を前に「一本化を考えて、荒井知事に面会も申し入れたが、『会わない』ということだった。一本化に向けて頭を下げるという選択肢はもはやない」と訴えた[31]。
- 2月21日 - 高市は県連幹事長や県議会議長、市長会会長、町村会会長ら約20人とともに上京。党本部で茂木敏充幹事長と面会し、平木への早期の推薦決定を求めた。茂木は「あと少し時間をください」と答えた。高市は同じく党本部で、二階俊博と約20分間面会したが、二階はほぼ無言だった[3]。その後二階は周囲に「自分の県のことぐらい、自分の県で決めろ」と漏らした[32]。
- 2月23日 - 立憲民主党奈良県連は常任幹事会を開き、平木の「支持」を決定した[9]。
- 同日 - 森山は密かに奈良県を訪れ、荒井と面会。立候補断念を持ち掛けたが聞き届けられなかった[32]。
- 2月27日 - 高市は県知事選を巡る報道への反論を自身のTwitterに連続で投稿。27分間で18件もツイートしたこともあり、同日中に各紙が一斉に報じた。高市は、「高市氏が党本部の推薦取り付けに奔走するのは、自身が（平木を）擁立を主導した経緯もある」（産経新聞2月21日）[3]などの報道は「誤報」であるとし、出馬の挨拶に来た平木に対しむしろ「『退官はもったいない』と、出馬を思いとどまるよう説得した」くらいだと書き込んだ[33][34][35]。
- 2月28日 - 国民民主党奈良県連は臨時幹事会を開き、荒井の推薦を決定した[36]。
- 3月1日 - 荒井は奈良市三条大路2丁目に事務所を開設した。事務所開きで荒井は、「森山選対委員長と昨年11月に電話で話し、出馬した方がいいと思うと言われた。それが出馬を決意する要因の一つにもなった」と述べた。森山が2月23日に出馬断念の話を持ち掛けたことは伏せ、それどころか森山の後ろ盾があると強調した[37]。
- 3月3日 - 日本共産党所属で大和郡山市議会議員の尾口五三が会見で無所属での立候補を表明。共産党が推薦する[38]。
- 3月4日 - 連合奈良（会長：西田一美）は自主投票を決定[39]。
- 3月8日 - 西口が会見で立候補を表明[40]。
- 3月21日 - 平木は朝日新聞出版のオンラインメディアの取材に応じ、高市の「『退官はもったいない』と、出馬を思いとどまるよう説得した」との言葉について、「やめたほうがいいとは言わなかった」と答えた。両者の主張に食い違いが生じた[41]。
- 3月23日 - 告示日。立候補を表明していた5人の他、会社員の羽多野貴至を含め、計6人が立候補を届け出た。
- 3月25日 - 平木は11時に広陵町のエコールマミふるさと広場で出発式を開催。高市はこれに参加予定だったが、キャンセルした[42][43]。
- 3月26日 - 平木は橿原市のかしはら万葉ホールで決起大会を開催。Twitter等で「高市大臣も参戦！」と告知をしていたが[44]、高市の参加はキャンセルされ、急遽松本剛明総務大臣が応援演説を行った。高市は小西洋之参議院議員が公表した総務省の内部文書を3月3日に「捏造だ」と指摘し、「捏造でなければ議員辞職する」と参議院予算委員会で述べたため[45]、以後、連日にわたり野党の追及を受けることとなった。高市のキャンセルはこの問題と関連付けて報じられた[7][8]。自民党幹部は取材に応じ、「官邸からストップがかかったようだ」と答えた[42]。
- 4月2日 - 平木は13時から生駒駅前で街頭演説を実施。高市はこれに参加予定だったが、直前に前衆議院議員の長尾敬に電話し、応援演説の代役を依頼した[46][47]。さらに高市は奈良市で開かれた平木の個人演説会も欠席した[48]。
- 同日 - 読売新聞社は、3月30日から4月1日にかけて実施した電話世論調査に総支局などの取材情報を加味した情勢分析を発表。「山下がやや先行し、平木、荒井が追いかける」と報じた[49]。
- 4月3日 - 朝日新聞社は、4月1日、2日の両日に実施した電話世論調査に取材情報を加味した情勢分析を発表。「山下が一歩抜け出している。平木、荒井が追う。尾口らは厳しい」と報じた[50]。
- 4月7日 - 平木は奈良県橿原文化会館で総決起大会を開催。選挙期間中で初めて奈良に入った高市は総決起大会に出席し、「荒井知事の名誉を守りたい。その一心でやってきた」「県連として荒井知事を推さなかったのは、（落選して）恥をかかせないためだった」と演説した。「捏造でなければ議員辞職する」と言ったことについては「ほいほい乗っちゃった私がアホやった」と語った。出席した県連関係者は取材に「自分は悪くないと正当化しているように感じた」と述べた[51][52]。
- 4月9日 - 奈良県知事選挙執行。投票締め切りの20時直後にNHK、産経新聞などは山下の当選確実を報じた[10][11]。

## 選挙結果

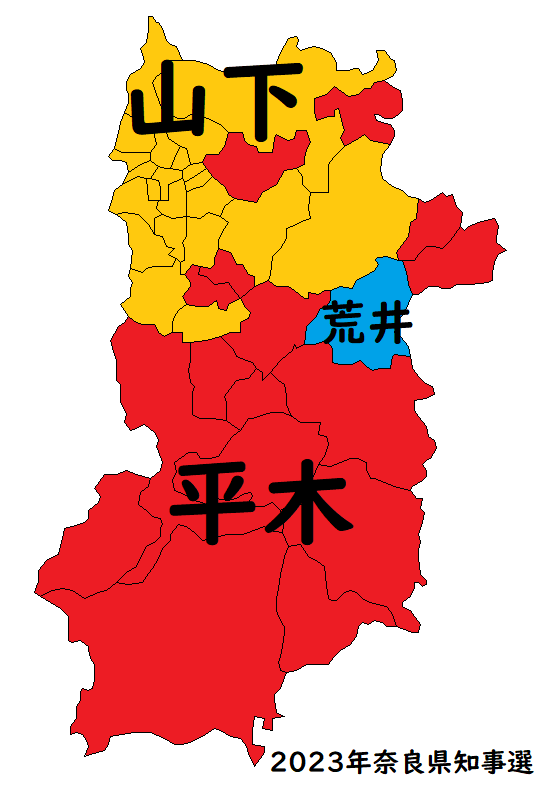

※当日有権者数：1,112,680人 最終投票率：54.82%（前回比：6.33pts）
| 候補者名   | 年齢 | 所属党派     | 新旧別 | 得票数    | 得票率 | 推薦・支持                                     |
| ---------- | ---- | ------------ | ------ | --------- | ------ | ---------------------------------------------- |
| 山下真     | 54   | 日本維新の会 | 新     | 266,404票 | 44.41% |                                                |
| 平木省     | 48   | 無所属       | 新     | 196,729票 | 32.80% | 自由民主党奈良県連推薦・立憲民主党奈良県連支持 |
| 荒井正吾   | 78   | 無所属       | 現     | 97,033票  | 16.18% | 国民民主党奈良県連推薦                         |
| 尾口五三   | 72   | 無所属       | 新     | 19,861票  | 3.31%  | 日本共産党推薦                                 |
| 西口伸子   | 68   | 無所属       | 新     | 13,034票  | 2.17%  |                                                |
| 羽多野貴至 | 43   | 無所属       | 新     | 6,806票   | 1.13%  |                                                |

各候補の得票率
| 市町村     | 山下真  | 山下真 | 平木省  | 平木省 | 荒井正吾 | 荒井正吾 | 尾口五三 | 尾口五三 | 西口伸子 | 西口伸子 | 羽多野貴至 | 羽多野貴至 |
| 市町村     | 得票    | %      | 得票    | %      | 得票     | %        | 得票     | %        | 得票     | %        | 得票       | %          |
| ---------- | ------- | ------ | ------- | ------ | -------- | -------- | -------- | -------- | -------- | -------- | ---------- | ---------- |
| 合計       | 266,404 | 44.41% | 196,729 | 32.80% | 97,033   | 16.18%   | 19,861   | 3.31%    | 13,034   | 2.17%    | 6,806      | 1.13%      |
| 奈良市     | 76,859  | 47.40% | 50,169  | 30.94% | 23,282   | 14.36%   | 6,684    | 4.12%    | 3,481    | 2.15%    | 1,669      | 1.03%      |
| 大和高田市 | 12,216  | 45.40% | 7,751   | 28.81% | 4,955    | 18.42%   | 890      | 3.31%    | 742      | 2.76%    | 351        | 1.30%      |
| 大和郡山市 | 16,513  | 43.78% | 10,475  | 27.77% | 7,492    | 19.86%   | 1,820    | 4.82%    | 931      | 2.47%    | 490        | 1.30%      |
| 天理市     | 8,107   | 34.22% | 11,232  | 47.41% | 3,049    | 12.87%   | 502      | 2.12%    | 383      | 1.62%    | 416        | 1.76%      |
| 橿原市     | 21,688  | 42.76% | 16,835  | 33.19% | 9,020    | 17.78%   | 1,303    | 2.57%    | 1,278    | 2.52%    | 595        | 1.17%      |
| 桜井市     | 10,513  | 43.56% | 7,585   | 31.42% | 4,853    | 20.11%   | 453      | 1.88%    | 501      | 2.08%    | 232        | 0.96%      |
| 五條市     | 3,778   | 29.40% | 5,037   | 39.20% | 3,407    | 26.51%   | 201      | 1.56%    | 196      | 1.53%    | 232        | 1.81%      |
| 御所市     | 4,116   | 33.17% | 4,017   | 32.37% | 3,580    | 28.85%   | 222      | 1.79%    | 376      | 3.03%    | 97         | 0.78%      |
| 生駒市     | 29,614  | 53.92% | 16,824  | 30.63% | 5,258    | 9.57%    | 1,783    | 3.25%    | 988      | 1.80%    | 455        | 0.83%      |
| 香芝市     | 13,675  | 43.05% | 11,954  | 37.63% | 4,027    | 12.68%   | 898      | 2.83%    | 844      | 2.66%    | 365        | 1.15%      |
| 葛城市     | 6,554   | 41.55% | 5,417   | 34.35% | 2,725    | 17.28%   | 496      | 3.14%    | 363      | 2.30%    | 217        | 1.38%      |
| 宇陀市     | 5,910   | 41.30% | 4,598   | 32.13% | 3,182    | 22.24%   | 302      | 2.11%    | 186      | 1.30%    | 131        | 0.92%      |
| 山添村     | 395     | 18.57% | 1,183   | 55.62% | 468      | 22.00%   | 36       | 1.69%    | 32       | 1.50%    | 13         | 0.61%      |
| 平群町     | 4,967   | 51.50% | 2,345   | 24.32% | 1,398    | 14.50%   | 616      | 6.39%    | 198      | 2.05%    | 120        | 1.24%      |
| 三郷町     | 4,654   | 46.47% | 3,143   | 31.38% | 1,313    | 13.11%   | 529      | 5.28%    | 224      | 2.24%    | 153        | 1.53%      |
| 斑鳩町     | 6,408   | 47.40% | 4,189   | 30.99% | 1,979    | 14.64%   | 488      | 3.61%    | 279      | 2.06%    | 176        | 1.30%      |
| 安堵町     | 1,266   | 40.59% | 914     | 29.30% | 704      | 22.57%   | 128      | 4.10%    | 62       | 1.99%    | 45         | 1.44%      |
| 川西町     | 1,620   | 42.18% | 1,371   | 35.69% | 657      | 17.10%   | 80       | 2.08%    | 86       | 2.24%    | 27         | 0.70%      |
| 三宅町     | 1,141   | 36.97% | 1,126   | 36.49% | 659      | 21.35%   | 66       | 2.14%    | 56       | 1.81%    | 38         | 1.23%      |
| 田原本町   | 5,642   | 42.51% | 4,577   | 34.49% | 2,269    | 17.10%   | 324      | 2.44%    | 295      | 2.22%    | 165        | 1.24%      |
| 曽爾村     | 238     | 29.42% | 367     | 45.36% | 161      | 19.90%   | 24       | 2.97%    | 15       | 1.85%    | 4          | 0.49%      |
| 御杖村     | 230     | 27.64% | 357     | 42.91% | 222      | 26.68%   | 9        | 1.08%    | 12       | 1.44%    | 2          | 0.24%      |
| 高取町     | 1,169   | 34.09% | 1,302   | 37.97% | 783      | 22.83%   | 86       | 2.51%    | 62       | 1.81%    | 27         | 0.79%      |
| 明日香村   | 1,012   | 32.88% | 1,211   | 39.34% | 664      | 21.57%   | 86       | 2.79%    | 49       | 1.59%    | 56         | 1.82%      |
| 上牧町     | 4,635   | 49.41% | 2,679   | 28.56% | 1,306    | 13.92%   | 332      | 3.54%    | 269      | 2.87%    | 160        | 1.71%      |
| 王寺町     | 5,343   | 48.44% | 3,325   | 30.14% | 1,638    | 14.85%   | 344      | 3.12%    | 244      | 2.21%    | 137        | 1.24%      |
| 広陵町     | 6,653   | 42.63% | 5,840   | 37.42% | 2,122    | 13.60%   | 467      | 2.99%    | 359      | 2.30%    | 164        | 1.05%      |
| 河合町     | 4,413   | 51.50% | 2,445   | 28.53% | 1,144    | 13.35%   | 294      | 3.43%    | 194      | 2.26%    | 79         | 0.92%      |
| 吉野町     | 1,468   | 37.70% | 1,488   | 38.21% | 810      | 20.80%   | 51       | 1.31%    | 45       | 1.16%    | 32         | 0.82%      |
| 大淀町     | 3,217   | 39.75% | 2,797   | 34.56% | 1,691    | 20.89%   | 181      | 2.24%    | 149      | 1.84%    | 58         | 0.72%      |
| 下市町     | 905     | 29.65% | 1,183   | 38.76% | 810      | 26.54%   | 50       | 1.64%    | 50       | 1.64%    | 54         | 1.77%      |
| 黒滝村     | 137     | 32.08% | 180     | 42.15% | 86       | 20.14%   | 13       | 3.04%    | 6        | 1.41%    | 5          | 1.17%      |
| 天川村     | 208     | 26.16% | 422     | 53.08% | 141      | 17.74%   | 9        | 1.13%    | 6        | 0.75%    | 9          | 1.13%      |
| 野迫川村   | 25      | 10.20% | 183     | 74.69% | 33       | 13.47%   | 2        | 0.82%    | 2        | 0.82%    | 0          | 0.00%      |
| 十津川村   | 385     | 20.51% | 973     | 51.84% | 436      | 23.23%   | 35       | 1.86%    | 43       | 2.29%    | 5          | 0.27%      |
| 下北山村   | 117     | 20.97% | 349     | 62.54% | 77       | 13.80%   | 6        | 1.08%    | 6        | 1.08%    | 3          | 0.54%      |
| 上北山村   | 58      | 17.74% | 206     | 63.00% | 56       | 17.13%   | 4        | 1.22%    | 1        | 0.31%    | 2          | 0.61%      |
| 川上村     | 205     | 25.12% | 428     | 52.45% | 144      | 17.65%   | 18       | 2.21%    | 13       | 1.59%    | 8          | 0.98%      |
| 東吉野村   | 350     | 32.26% | 252     | 23.23% | 432      | 39.82%   | 29       | 2.67%    | 8        | 0.74%    | 14         | 1.29%      |